# Dreifaltigkeitskirche (Stębark)
Die Dreifaltigkeitskirche in Stębark (deutsch Tannenberg) ist ein Bauwerk aus dem Ende des 17. Jahrhunderts. Bis 1945 war sie das Gotteshaus für das evangelische Kirchspiel Tannenberg im Kreis Osterode in Ostpreußen. Heute ist sie römisch-katholische Pfarrkirche in der polnischen Woiwodschaft Ermland-Masuren.

## Geographische Lage
Stębark lieg im südlichen Westen der Woiwodschaft Ermland-Masuren, 26 Kilometer südöstlich der Kreisstadt Ostróda (Osterode in Ostpreußen). Durch den Ort verläuft die Woiwodschaftsstraße 537. Eine Bahnanbindung besteht nicht.
Die Kirche steht in der Ortsmitte südlich der Hauptstraße in Richtung Frygnowo (Frögenau).

## Kirchengebäude

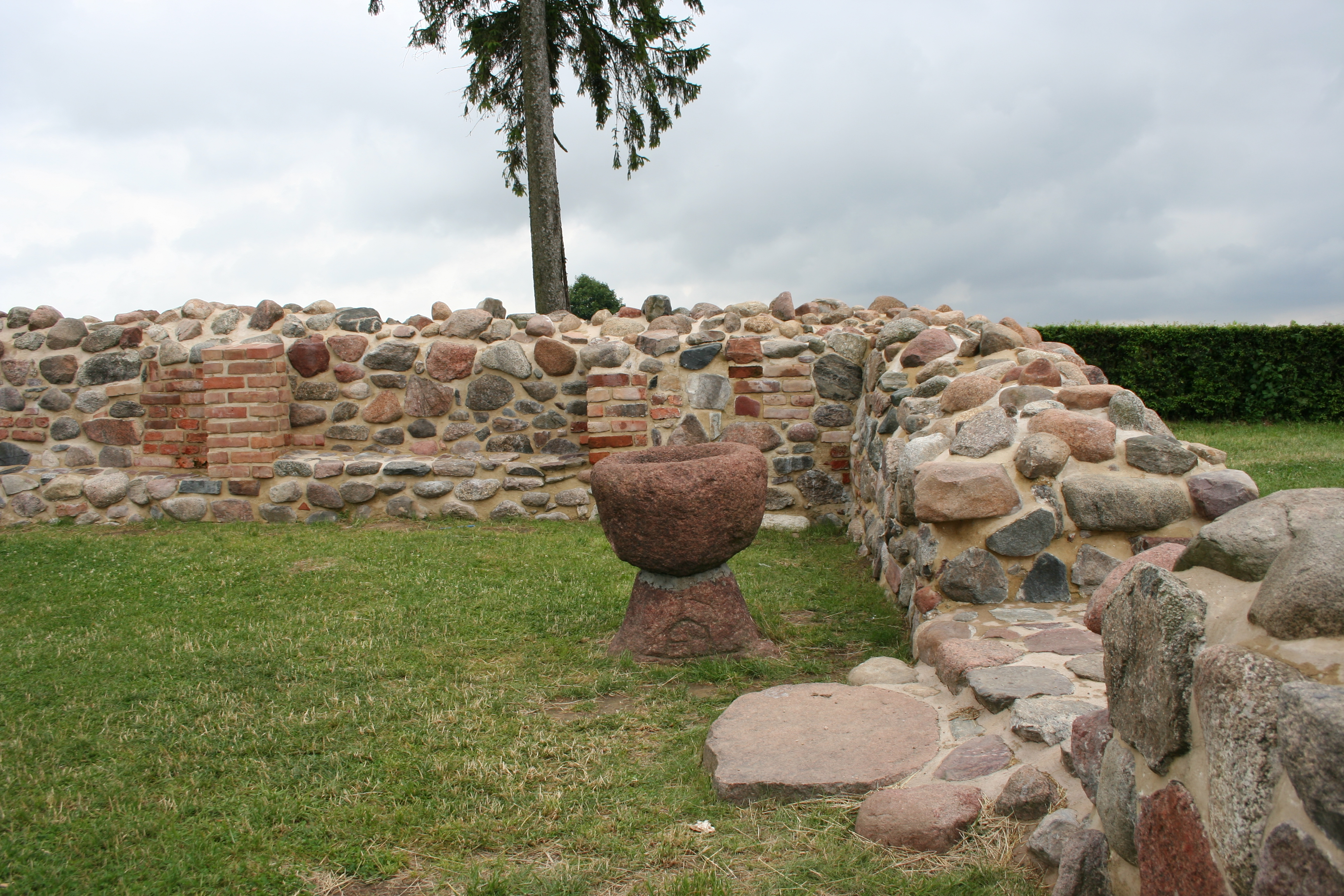
Ruinenreste und Taufstein der Marienkapelle Tannenberg

Ein Kirchengebäude dürfte Tannenberg bereits in vorreformatorischer Zeit gehabt haben. Im Jahre 1413 ließ der Hochmeister des Deutschen Ordens hier die Marienkapelle zur Erinnerung an den hier in der Schlacht bei Tannenberg (1410) gefallenen Ulrich von Jungingen errichten. 1414 zerstört und 1416 neu errichtet war sie jahrhundertelang das Ziel vieler Wallfahrer. 1656 wurde sie erneut zerstört. Heute erinnern an sie nur noch Ruinenreste.
Im Jahre 1681 errichtete hier die nunmehr der evangelischen Konfession zugewandte Kirchengemeinde eine Kirche: ein verputzter Bau mit dreiseitigem Schluss an beiden Enden und westlichem hölzernen Dachturm und der Sakristei im Osten. Um 1800 bekam das Gotteshaus sein jetziges Aussehen und wurde 1824 erneuert. Im Jahre 1909 schließlich wurde das Gebäude nach den Seiten hin erweitert.
Der Kircheninnenraum mit seinen umlaufenden Emporen ist im Mittelschiff gewölbt und mit einer Holztonnendecke überzogen. Der Altar und die Kanzel wurden 1681 zum Kanzelaltar vereinigt. 1873 erhielt die Kirche eine Orgel, die man 1909 vergrößerte. Der Glockenstuhl neben der Kirche entstand 1847. Die beiden Glocken wurden 1857 gegossen. Die Patronatsfamilie von Brandt stiftete ein Kirchenfenster, ebenso Prinz Eitel Friedrich von Preußen als Herrenmeister des Johanniterordens.
An der Nordseite der Kirche befindet sich das Erbbegräbnis der Patronatsfamilie aus dem 18. Jahrhundert. Einige Gräber sind noch erhalten.
Nach 1945 ging das bisher evangelische Gotteshaus in das Eigentum der römisch-katholischen Kirche über. Es wurden zahlreiche bauliche Veränderungen vorgenommen, so auch die Trennung des Kanzelaltars. Die Pfarrkirche ist der Hl. Dreifaltigkeit gewidmet.

## Kirchengemeinde

### Evangelisch

#### Kirchengeschichte
In der Zeit der Errichtung der Kirche gehörte die Kirchengemeinde zur Inspektion Saalfeld (polnisch Zalewo). Bereits früh wurde sie der Kirche in Mühlen (polnisch Mielno) zugeordnet.
Bis 1945 gehörten die dann vereinigten Kirchengemeinden Mühlen-Tannenberg – mit dem Pfarramt in Mühlen – zum Superintendenturbezirk Hohenstein (polnisch Olsztynek) des Kirchenkreises Osterode (Ostróda) innerhalb der Kirchenprovinz Ostpreußen der Kirche der Altpreußischen Union. Das Kirchenpatronat übte zuletzt Rittergutsbesitzer Thomasius in Frögenau (Frygnowo) sowie die Kloster Bergesche Stiftung in Magdeburg aus. Im Jahre 1925 zählte der Kirchensprengel Tannenberg 2126 Gemeindeglieder (von 3926 der vereinigten Gemeinden).
In Kriegsfolge musste die evangelische Kirchengemeinde in Tannenberg aufgegeben werden. Das Gotteshaus ging an die römisch-katholische Kirche. Hier heute lebende evangelische Gemeindeglieder gehören zur Kirche in Olsztynek (Hohenstein) in der Pfarrei Olsztyn (Allenstein) in der Diözese Masuren der Evangelisch-Augsburgischen Kirche in Polen.

#### Kirchspielorte
Bis 1945 waren in das evangelische Kirchspiel Tannenberg zehn Dörfer bzw. Ortschaften eingegliedert:
| Deutscher Name | Polnischer Name |  | Deutscher Name              | Polnischer Name |
| -------------- | --------------- |  | --------------------------- | --------------- |
| Fritzchen      | Łącko           |  | Korstein                    | Korsztyn        |
| * Frögenau     | Frygnowo        |  | Ludwigsdorf                 | Łodwigowo       |
| * Grünfelde    | Grunwald        |  | * Mertinsdorf               | Marcinkowo      |
| Heinrichswalde | Dąbrowo         |  | Polko 1938–1945 Brandtshöhe | Pólko           |
| Kaulbruch      | Zapieka         |  | * Tannenberg                | Stębark         |

#### Pfarrer
Pfarrsitz für Tannenberg war Mühlen. Es sind lediglich drei evangelische Geistliche namentlich bekannt, die in Tannenberg gewohnt und an der Kirche als Pfarrer tätig gewesen sind:
- Isaac Alopetius (bis 1607)
- Martin Preuß (ab 1607)
- Georgy Leick (vor 1671)[8]

#### Kirchenbücher
Von den Kirchenbüchern Tannenberg – zum Teil vermischt mit den Angaben für Mühlen – haben sich erhalten und werden im Evangelischen Zentralarchiv in Berlin-Kreuzberg aufbewahrt:
- Taufen: 1704 bis 1944
- Trauungen: 1705 bis 1944
- Begräbnisse: 1705 bis 1944
- Konfirmationen: 1766 bis 1834.

### Römisch-katholisch
Vor 1945 waren die römisch-katholischen Einwohner Tannenbergs nach Thurau (polnisch Turowo) im Bistum Ermland eingepfarrt. Als sich nach 1945 in Stębark viele polnische und fast ausnahmslos katholische Neubürger ansiedelten, bildete man hier eine eigene Pfarrgemeinde. Dieser wurde die St.-Johannes-der-Täufer-Kirche in Mielno (Mühlen) als Filialkirche zugeteilt. Die Pfarrei Stębark gehört zum Dekanat Grunwald im Erzbistum Ermland.